# Гидразиды

Структурная формула гидразида карбоновой кислоты

Гидразиды — производные оксокислот (как карбоновых, так и других органических кислот) общей формулы RkE(=O)l(OH)m, (l ≠ 0), формально являющиеся продуктами замещения гидроксильной группы -OH кислотной функции на остаток гидразина -NRNR2, где R — водород (незамещенные гидразиды) либо алкильный, арильный или другой углеводородный радикал.
Гидразиды карбоновых кислот — карбогидразиды RCO-NRNR2 обычно именуются гидразидами, в случае других кислот в соответствии с рекомендациями ИЮПАК при именовании гидразида в качестве префикса указывается название кислотного остатка, например, гидразиды сульфокислот R-SO2-NHNH2 именуются сульфоногидразидами.

## Методы синтеза
Наиболее распространённым методом синтеза гидразидов карбоновых кислот является ацилирование гидразина (или замещённых гидразинов при синтезе замещённых гидразидов) различными производными карбоновых кислот — сложными эфирами (как ациклическими, так и лактонами), ангидридами или хлорангидридами:
{\displaystyle {\mathsf {RCOX+N_{2}H_{4}\rightarrow RCONHNH_{2}+HX}}}
Эта реакция аналогична синтезу амидов ацилированием аминов.
Поскольку гидразины вследствие α-эффекта аминогруппы значительно нуклеофильнее аминов, то ацилирование сложными эфирами карбоновых кислот (слабыми ацилирующими агентами) применяется для получения гидразидов из активных гидразинов, а ацилирование высокоактивными ангидридами и галогенангидридами — для синтеза гидразидов из малоактивных гидразинов.
В случае синтеза гидразидов сульфоновых кислот, как правило используются хлорангидриды сульфокислот в силу их большей доступности.

## Свойства и реакционная способность
Аминогруппа гидразидов проявляет нуклеофильные свойства, близкие к свойствам аминогруппы гидразинов. Так, гидразиды карбоновых и сульфоновых кислот взаимодейстуют с альдегидами и кетонами с образованием соответствующих азометинов:
RСONHNH2 + R'CHO {\displaystyle \to } RCONHN=CHR'
RSO2NHNH2 + R'CHO {\displaystyle \to } RSO2NHN=CHR'
Такие продукты конденсации ароматических альдегидов с гидразидами карбоновых кислот под действием сильных оснований при нагревании образуют арилдиазометаны, реакция используется как препаративный метод синтеза последних:
RSO2NHN=CHAr + MeO- {\displaystyle \to } RSO2N-N=CHAr + MeO(H
RSO2N-N=CHAr {\displaystyle \to } RSO2- + ArCH=N2
Нитрозирование гидразидов карбоновых кислот ведет к образованию ацилазидов:
{\displaystyle {\mathsf {RCONHNH_{2}+HNO_{2}\rightarrow RC(O)N_{3}+2H_{2}O}}}

## Применение

Люминол

Многие гидразиды карбоновых кислот проявляют биологическую активность, некоторые из них нашли применение в качестве противотуберкулёзных средств (АТХ группа J04AC: изониазид, фтивазид), гидразид малеиновой кислоты применяется в качестве регулятора роста растений (ретарданта).
Циклический гидразид аминофталевой кислоты — люминол — используется в аналитической химии качестве хемилюминесцентного индикатора для определения микроколичеств перекиси водорода и ионов металлов, катализирующих её разложение (Cu(II), Co(II)), а также в криминалистике для определения следов крови (гемоглобина).